# Little Red Riding Hood (película de 1922)

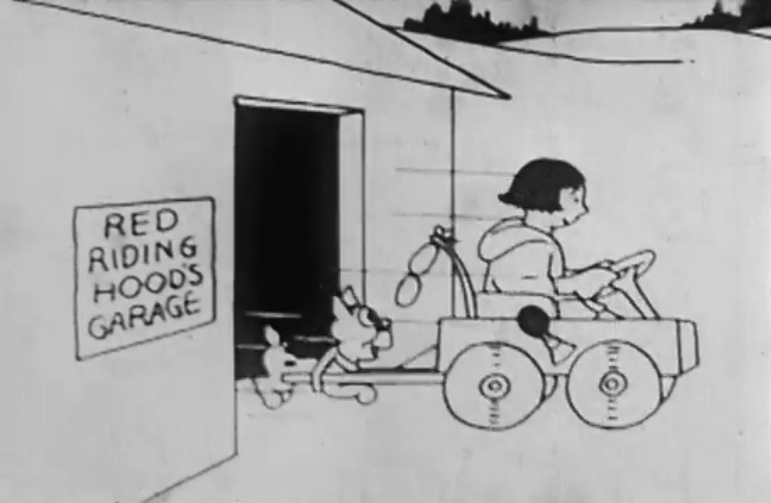
Caperucita Roja que viaja a la casa de la abuela.

Little Red Riding Hood  ( 1922 )  ( Caperucita Roja ) es una caricatura corta de Walt Disney, y es una versión de la historia tradicional de Caperucita Roja. La película es parte de la serie Laugh-O-Grams que se lanzó en 1922. Esta es una de las primeras caricaturas de Walt Disney, y considerada el primer intento de Disney de contar historias animadas. En lugar de usar celdas de animación, se hizo principalmente fotografiando líneas entintadas en papel. La película se consideró perdida durante muchos años y fue incluida en 1980 en las "10 películas más buscadas para la preservación de archivos" del Instituto Americano de Cine". Una impresión de la película fue descubierta por un coleccionista británico en una filmoteca de Londres en 1998 y fue restaurada ese mismo año. 
La película presenta el prototipo de Julius el Gato, que se convertiría en el primer personaje recurrente de Disney. : 302 
También se estrenó un segundo cortometraje americano con el mismo título en 1922, protagonizado por Baby Peggy. 